# Nicolas Deschamps
Pour les articles homonymes, voir Deschamps.
Pour l’article homonyme, voir Nicolas Deschamps (hockey sur glace).
Nicolas Deschamps né le 12 décembre 1797 à Villefranche, dans le département du Rhône, et mort le 29 mai 1873 à Aix-en-Provence, est un prêtre jésuite français, professeur de lettres, prédicateur et polémiste de renom. Il est auteur d'un livre antimaçonnique sur les sociétés secrètes.

## Thèses
Il a dénoncé l'appartenance de Napoléon Bonaparte à la loge maçonnique des « Templiers » de Lyon.
Dans un livre coécrit avec Claudio Jannet, ils mettent en relief les caractères communs entre les principales hérésies et les doctrines maçonniques. Il y décrit également la franc-maçonnerie inspiratrice et organisatrice de la Terreur, de la révolution de 1830 et de la révolution de 1848, la création de l'unité italienne, de l'unité allemande, de la révolution du 4 septembre (proclamation de la Troisième République) et de la Commune de Paris. Ils postulent également que la maçonnerie poursuivait dans l'Empire austro-hongrois la destruction de la monarchie catholique des Habsbourgs.

## Œuvres
- Cours élémentaire de littérature, Avignon, 1860.
- Les fleurs de Marie, Paris, 1863.
- Les Sociétés secrètes et la société ou philosophie de l'histoire contemporaine, Avignon, 1874-1876, avec Claudio Jannet.
- Le monopole universitaire destructeur de la religion et des lois, 1843